# جاموس مورا
جاموس مورا سلالة مستأنسة من جاموس الماء، منتجة للحليب، موطنها الأصلي ولايتي البنجاب وهاريانا الهنديتين.